# جاده ئی۴۸ اروپا

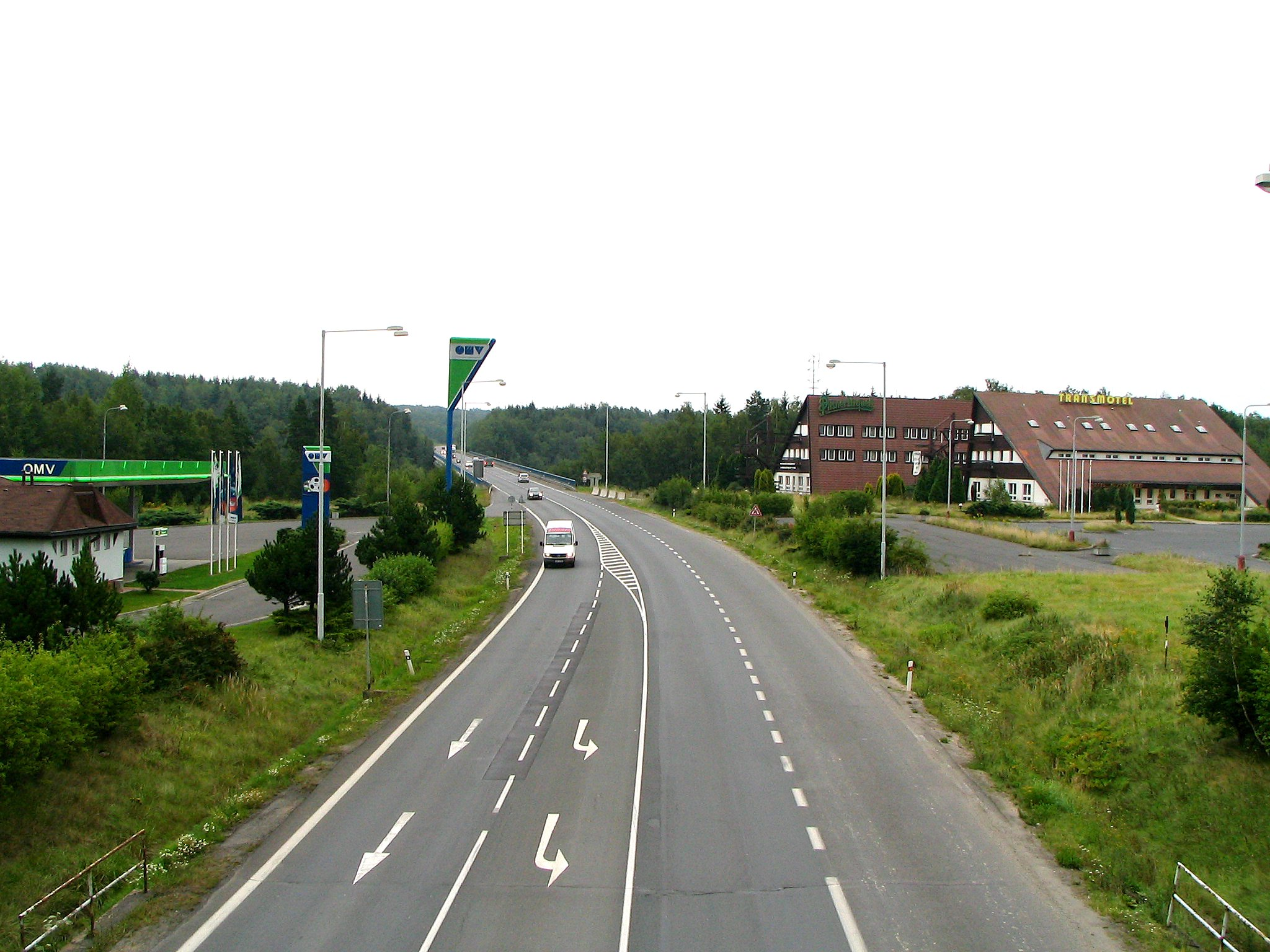
جاده ئی۴۸ اروپا در جمهوری چک

جاده ئی۴۸ اروپا (به انگلیسی: European route E48) یکی از جاده‌های اصلی قاره اروپا است.
این جاده که از شهر شواینفورت (آلمان) شروع شده، در شهر پراگ (جمهوری چک) به پایان میرسد و مسافت آن ۳۶۶ کیلومتر است.